# Airbus A330

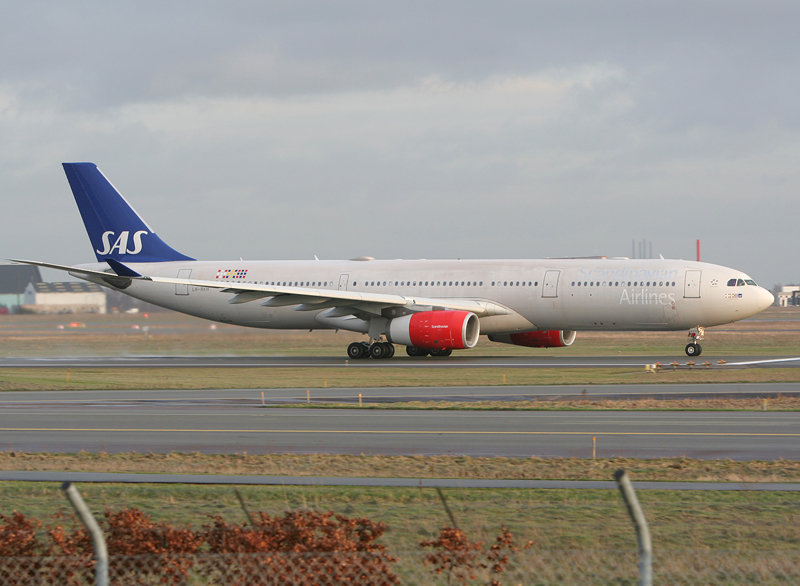
SAS Airbus A330

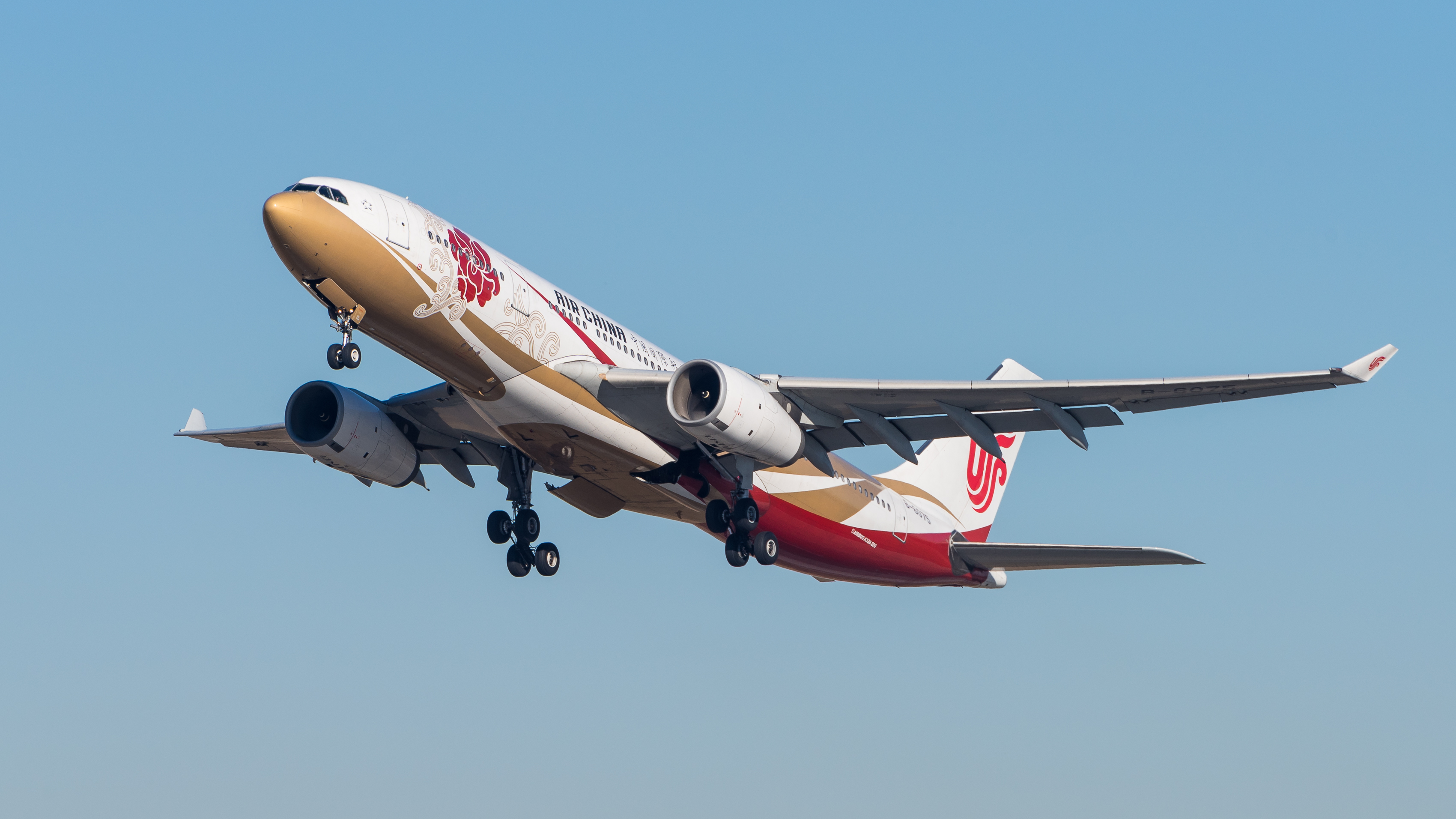
Air China A330-200

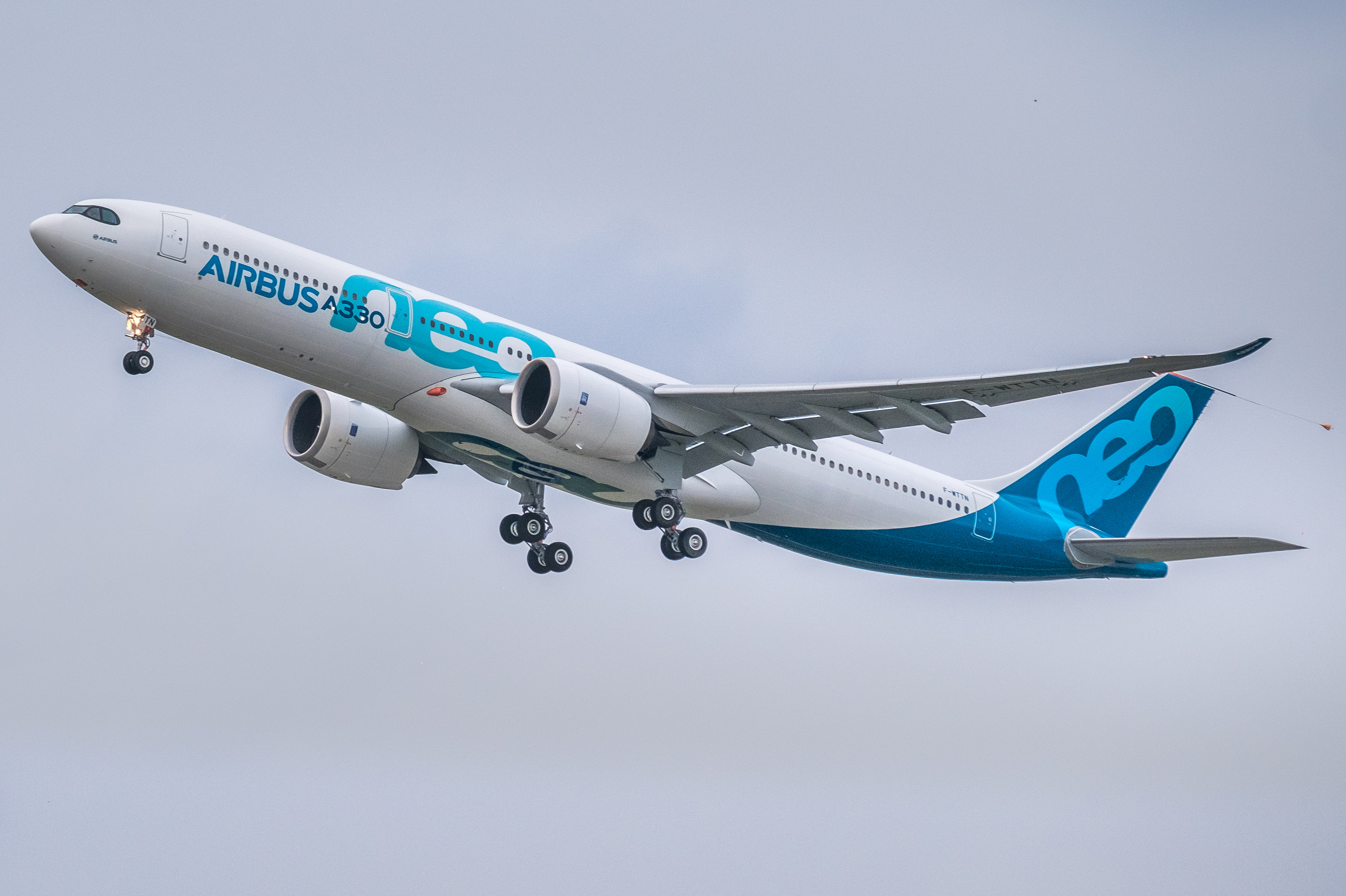
Första flygningen för A330-900neo den 19 oktober 2017

Airbus A330 är ett tvåmotorigt jetplan godkänt för ETOPS, tillverkat av den europeiska flygplanstillverkaren Airbus. Det är avsett för medellånga till långa distanser och kompletteras av Airbus A340, som i grunden är samma konstruktion men med fyra motorer och längre räckvidd.

## Bakgrund
A330 finns i fyra versioner för kommersiellt bruk, grundmodellen A330-300 med plats för 295 passagerare (i 3-klasskonfiguration) eller 335 (i 2-klasskonfiguration), enligt Airbus standardkonfiguration, och den mindre A330-200 med plats för 253 passagerare.
A330-300 längd är 63,66 meter och A330-200 längd är 58,82 meter. Båda planen har ett vingspann på 60,3 meter.
Det finns även en fraktversion baserad på A330-200-modellen som konkurrerar med fraktversionen av Boeing 767 och som ska ersätta fraktversionerna av den gamla Airbus A300. Man kommer också att börja med att konvertera äldre A330-300:or från passagerarutförande till fraktutförande på kundens begäran om detta skulle viljas, i ett så kallat P2F-program (Passenger To (2) Freighter).
Airbus A330 utvecklades parallellt med Airbus A340. Till grund för konceptet A330/340 låg de filosofier som en gång resulterade i företaget Airbus Industries och Airbus A300.
A330 och A340 är strukturellt i princip samma flygplan men den enda synbara skillnaden att A330 har två motorer till skillnad från A340 som har fyra motorer. Sedan finns det givetvis skillnader gällande vingens förstärkningar, strukturuppbyggnad och bränslekapacitet, samt att A340 finns i längre versioner.
Under utvecklingen valde man att fortsätta med de tekniska innovationer som gjort Airbus A320-200 till en storsäljare. Det rörde sig om EFIS och sidesticks för piloterna och även fly-by-wire.
Planet var från början avsett som en ersättare för de äldre modellerna Airbus A300 och Airbus A310 och en konkurrent till Boeing 767 gjord för korta och medellånga distanser, medan den fyrmotoriga A340 var tänkt som ett långdistansplan. Den 2 november 1992 flög planet för första gången och den 21 oktober 1993 certifierades A330 av både JAA (Europeiska Luftfartsmyndigheten) och FAA (amerikanska motsvarigheten) samtidigt, vilket är unikt.
Planet har sedan 2000 och framåt sålt betydligt bättre än Boeings 767 av flera anledningar. Numera konkurrerar planet mer med moderna Boeing 777 och Boeing 787. A330 används planet mestadels på medel- och långa distanser, tack vare lättade ETOPS-regler som gjorde att A330 kunde flyga nästan alla rutter som den fyrmotoriga A340. Både A330 och A340 kommer ersättas av den nya Airbus A350.
Airbus har dock aviserat att A330 kommer att utrustas med nya motorer och modifierade vingar mm. för att öka konstruktionens attraktivitet. Det gör dock att utvecklingen av A330 närmar sig en marknad som A350 från början var tänkt att möta. Risk föreligger i så fall för internkonkurrens vilket Boeing har dyrköpta erfarenheter av (t.ex. 757-300, 767-400). Klart är dock att flera A330-kunder idag är intresserade av en sådan produkt.
Airbus A330 är en stor framgång för Airbus. Över 1100 plan är beställda, vilket är mer tre gånger mer än för syskonplanet A340. Airbus hade förväntat sig det motsatta när flygplanen utvecklades. Liberaliserade ETOPS-regler är en viktig fråga, parad med att bränsleförbrukningen för A330 är betydligt gynnsammare än för A340. Förbättringar av konstruktionen för A330 har också resulterat i bättre bränsleekonomi och förbättrad räckvidd. Som exempel kan nämnas att Finnair beflyger rutter med A330-300E-modellen som SAS behöver använda sin A340-300X-modell för.

## Militära varianter
Den militära varianten för lufttankning kallas Airbus A330 MRTT (Multi Role Tanker Transport) och är baserad på A330-200-modellen. Den används bland annat i brittiska flygvapnet (RAF) och i australiska flygvapnet (RAAF). Planet var även tänkt som en ersättare för amerikanska flygvapnets (USAF) åldrande lufttankningsplan men förlorade kontraktet mot Boeings KC-767. Nya beställningar har dock kommit in från saudiska flygvapnet.

## Tekniska data
- Antalet platser: 247 st (A330-200) 257 st (A330-800neo) 277 st (A330-300) 287 st (A330-900neo)
- Max. startvikt: 230 ton (A330-200, A330-300) 242 ton (A330-800neo, A330-900neo)
- Max. last: 43,0 ton
- Höjd: 17,39 m (A330-200, A330-800neo) 16,79 m (A330-300, A330-900neo)
- Längd: 58,82 m (A330-200, A330-800neo) 63,66 m (A330-300, A330-900neo)
- Vingbredd: 60,3 m (A330-200, A330-300) 64 m (A330-800neo, A330-900neo)
- Marschfart: 875 km/h
- Räckvidd: 13 450 km (A330-200) 13 900 km (A330-800neo) 11 750 km (A330-300) 12 130 km (A330-900neo)
- Bränsleförbrukning: 0,034 liter per plats/km
- Motorer: 2 x RR Trent 700 / 2 x GE CF6-80E1 / 2 x PW4000 (A330-200, A330-300) 2 x RR Trent 7000 (A330-800neo, A330-900neo)
- Banlängd MTOW ISA 15 SL: 3200m

## VIP-transport
- Franske presidenten flyger med en specialutrustad A330.

## Olyckor
Fram till juli 2010 har Airbus A330 varit involverad i 10 olyckor, därav 3 dödsolyckor, en av dessa var under testflygning och de andra två under flygning med passagerare.
- Den 1 juni 2009 havererade Air France Flight 447, det var en Airbus A330-200 (registrering F-GZCP) som under en flygning från Rio de Janeiro till Paris kraschade i Atlanten. Ombord fanns 216 passagerare och 12 besättningsmedlemmar (inklusive tre piloter), samtliga omkom.
- Den 12 maj 2010 havererade Afriqiyah Airways Flight 771 under en flygning från Sydafrika till Libyen. Flygplanet var en Airbus A330-202 (registrering 5A-ONG).